# Национальный центр анализа насильственных преступлений
Национа́льный центр ана́лиза наси́льственных преступле́ний (НЦАНП; англ. National Center for the Analysis of Violent Crime; NCAVC) — специализированное подразделение ФБР в задачи которого входит координирование следственной и оперативной работы, проведение криминологических исследований и обучения с целью оказания помощи правоохранительным органам США (на федеральном уровне, штата, местного самоуправления), а также иностранных государств, расследующим необычные или повторяющиеся насильственные преступления (серийные преступления).

## История
Мысль о создании центра была высказана в 1981 году агентом ФБР и профилировщиком Робертом Ресслером во время беседы с тогдашним главой Куантико Джимом Маккензи.
Концепция центра была выдвинута в ноябре 1982 года, после встречи членов консультативного совета по проекту исследования личности преступника (англ. Criminal Personality Research Project) и других специалистов. Данное предложение было единодушно принято семь месяцев спустя на конференции, проведённой в Центре уголовного правосудия при Университете штата Техас имени Сэма Хьюстона. Делегаты одобрили создание центра в стенах Академии ФБР, ядром которого должен стать Отдел поведенческого анализа. При этом данный элитный следственный орган никогда не рассматривался местными правоохранительными органами в качестве замены традиционному расследованию преступлений. Президент Рональд Рейган официально объявил о создании центра 21 июня 1984 года.

## Деятельность
НЦАНП использует последние достижения в области вычислительных и расследовательских стратегий в борьбе с серийными и насильственными преступлениями: ViCAP (Программа борьбы с насильственными преступлениями), PROFILER (робот, экспертная система, запрограммированная для профилирования серийных преступников) и CIAP (Программа уголовного расследования).
На сегодняшний день в каждом отделении ФБР находится сотрудник НЦАНП, выступающий в качестве координатора профилирования и связующего звена с местными правоохранительными органами. Сотрудники центра привлекаются в качестве экспертом в следующих случая: похищения или таинственного исчезновения детей, серийные убийства, одиночные убийства, серийные изнасилования, вымогательства, угрозы, похищения людей, порча продовольствия, поджоги и взрывы, оружие массового уничтожения, государственную коррупцию, а также внутренний и международный терроризм.
С 1998 года, после принятия Конгрессом США «Закона о защите детей от сексуальных насильников», в НЦАНП был создан Центр подготовки следователей по похищению детей и серийным убийствам.